# Bagod
Bagod is een plaats (község) en gemeente in het Hongaarse comitaat Zala. Bagod telt 1331 inwoners (2001).

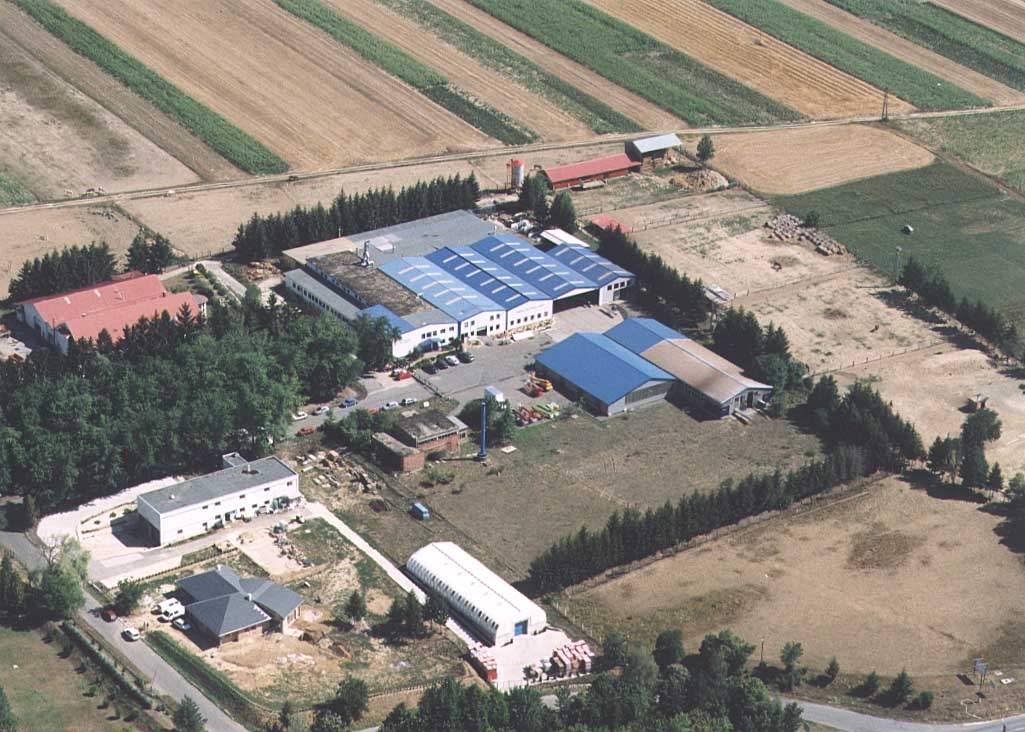
Bagod
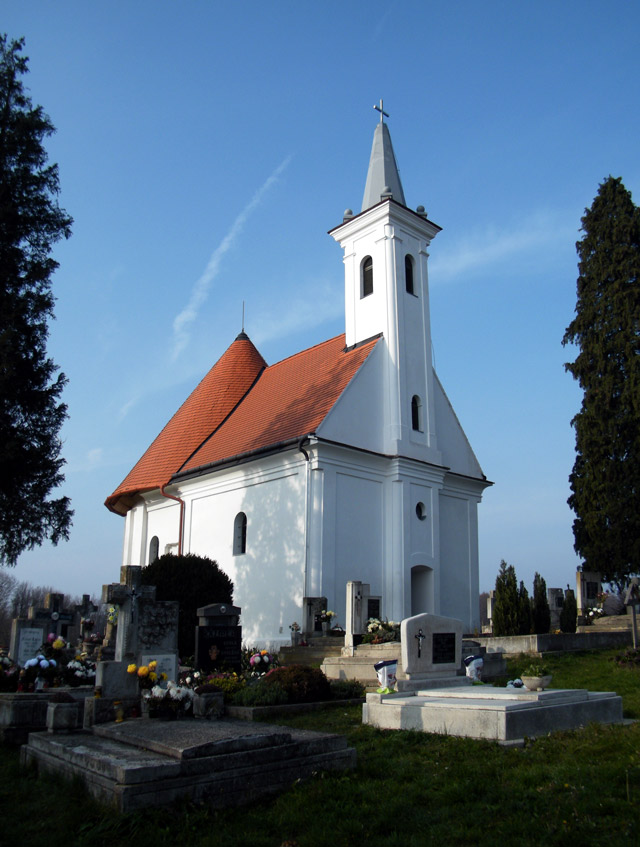